# پورامت آرجویرای
پورامت آرجویرای (تایلندی: ปรเมศย์ อาจวิไล؛ زادهٔ ۲۰ ژوئیهٔ ۱۹۹۸) بازیکن فوتبال اهل تایلند است.
از باشگاه‌هایی که در آن بازی کرده‌است می‌توان به باشگاه فوتبال موانگتونگ یونایتد اشاره کرد.
وی همچنین در تیم‌های ملی فوتبال زیر ۲۳ سال تایلند و تایلند بازی کرده‌است.